# Thwaite St Mary
Thwaite St Mary – wieś i civil parish w Anglii, w Norfolk, w dystrykcie South Norfolk. W 2001 civil parish liczyła 111 mieszkańców.